# Adeyto

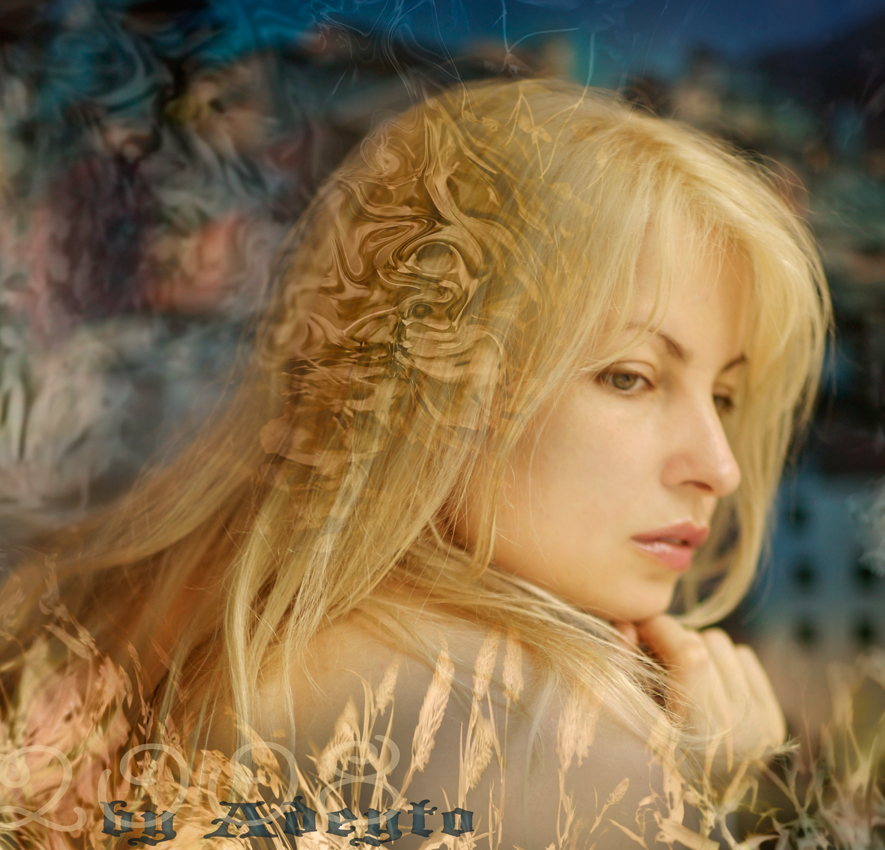
Adeyto Rex Angeli: kalendář Adeyto-by-Adeyto, 2008

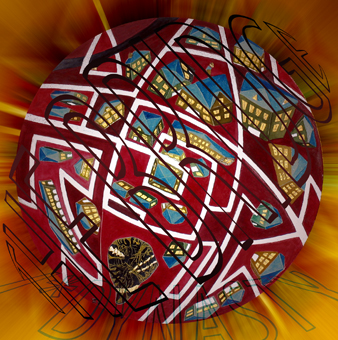
Adeyto IDynasty Bridge DVD

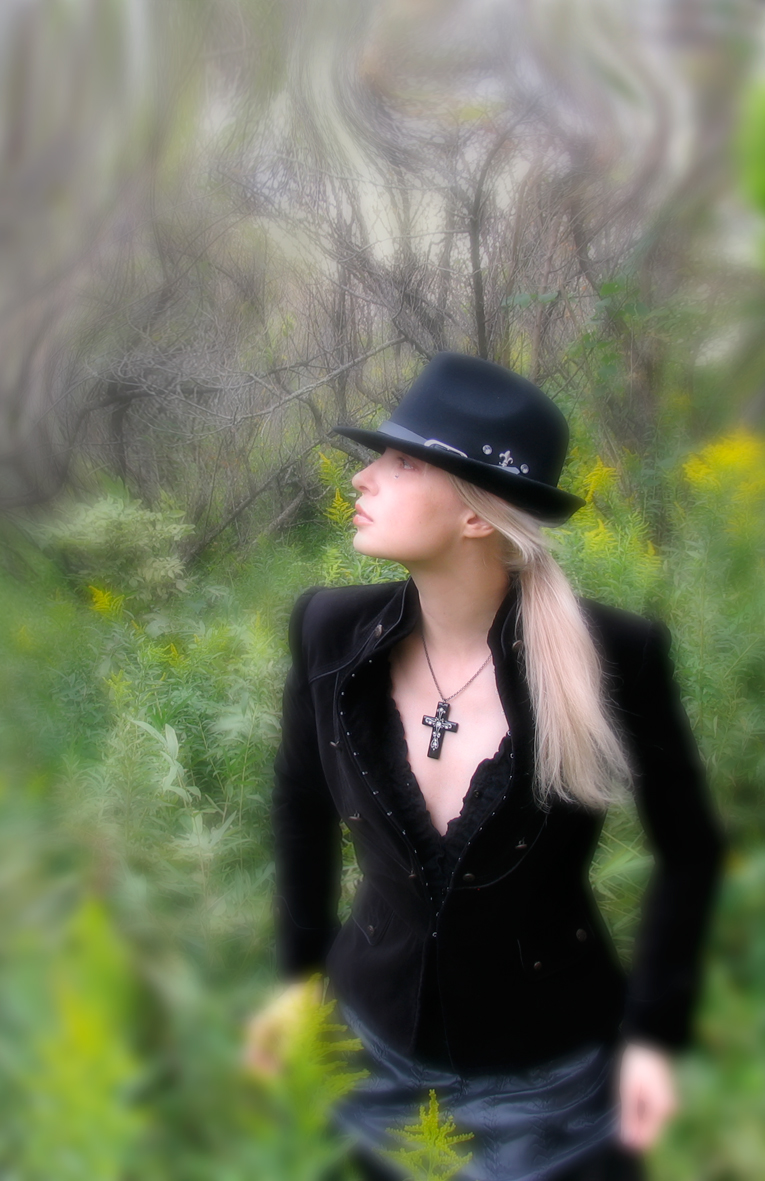
Adeyto by Adeyto, kalendář, srpen 2008, autoportrét

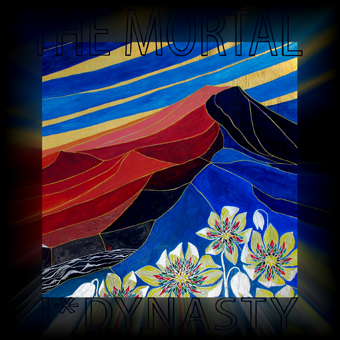
Adeyto I*Dynasty The Mortal DVD, 2006

Adeyto (známá jako Adeyto Rex Angeli nebo Laura Windrath) (* 3. prosince 1976 Štrasburk) je francouzská umělkyně, zpěvačka, skladatelka, herečka, režisérka, fotografka, univerzitní lektorka a módní návrhářka. Ve fotografii se věnuje autoportrétu.

## Životopis
Narodila se ve francouzském Štrasburku německému otci a francouzské matce.
Herectví se začala věnovat ve svých osmi letech. V roce 1998 se přestěhovala do Japonska, kde začala účinkovat v japonských televizních seriálech, filmech a byla pravidelně zvána na estrády jako například Waratte Iitomo a Sma-Station.
Jako fotografka a kinematografka pracovala i s kamerou. Zodpovídala za fotografii na obálku pro single Akino Arai z rou 2008 s názvem "Kin no nami sen no nami".
V roce 2005 navrhla kostýmy pro herce La Stella opery La bohème, která byla představena téhož roku v Tokiu. Od července 2009 působí jako lektorka na University of Creation; Art, Music & Social Work.

## Hudba
Vydala několik hudebních DVD, včetně Greed (2007), End of the Word, The Mortal, a The Bridge (vše r. 2006). Působí jako hlavní zpěvačka a autorka textů písní kapely Genetic Sovereign, která byla založena v Tokiu; natočila alba Luminary roku 2004 a Tempus Aurum v roce 2005.
Její hlavní album "Adeyto - Temptation de l'Ange" vydala společnost AVEX Trax v listopadu 2008. Roku 2008 působila jako DJ na stáži v Tokyo Dome pro X Japan's World Tour IV. Towards Destruction a zpívala pro AVEX 20th Anniversary Club Legend Juliana's Tokyo.

## Filmografie
- Meoto Manzai (2001) jako Emma [9]
- Hi wa mata noboru (2002) jako secretary [10]
- Returner (2002) jako future technician (creditovaná jako Laura Windrash[sic]) [11]
- College of Our Lives (2003) aka Collage of Our Lives and Renai Shashin (Japan) as girl in NY church [12]
- Get Up! (2003) jako Marilyn Monroe [13]
- Umizaru (2004) aka Sea Monkey (USA) jako fashion model [14]
- Peanuts (2006) jako Itetsu's wife Toscania [15]
- Die Silbermaske (2006) jako Elis [16]
- Sushi King Goes to New York (2008) jako blonde judge [17]
- Detroit Metal City (2008) jako Gene Simmons Girlfriend [18]

## Televizní vystoupení

### Drama
- Namida wo Fuite (2000) jako Catherine - FujiTV [19]
- A side B - Simulation Garage (2001) jako Susannah - BS-i [20]
- A side B - Counseling Booth (2001) jako Susannah - BS-i [21]
- The Apartment (2002) jako Nancy - TBS [22]
- Hatsu Taiken (2002) jako Movie Star - FujiTV [23]
- Yanpapa (2002) jako Jessica - TBS [24]
- Jiku Keisatsu 2 (2002) jako Marilyn Monroe - NTV [25]
- A side B - Simulation Garage (2003) jako Susannah - TBS [26][27]
- Kanjo ga shinjatta (2004) jako italská dívka - NTV [28]
- Yonimo kimyō na monogatari: Aki no tokubetsu hen (2005) jako "Bijo Kan" no Bijo - FujiTV [29]
- Primadam (2006) jako Prof. Sophie - NTV [30]
- Ikiru (2007) jako Anna - TV Asahi [13]
- Yama Onna Kabe Onna (2007) jako on-set French coach - FujiTV [31]
- Mop Girl (2007) jako Dr. Nastazia - TV Asahi[13]
- First Kiss (2007) - FujiTV [32]
- Yūkan Club (2007) jako Sophie-Catherine - NTV [33]
- Scrap Teacher (2008) jako Claudia - NTV [34]

### Variety show
- Waratte Iitomo - Fuji TV[1]
- SMAP×SMAP - Fuji TV[1]
- Sma-Station - TV Asahi[35]
- Out and About[36] (2008) - NHK
- Terebi de Furansugo[2] (2008) - NHK
- Out and About[37] (2009) - NHK

## Galerie

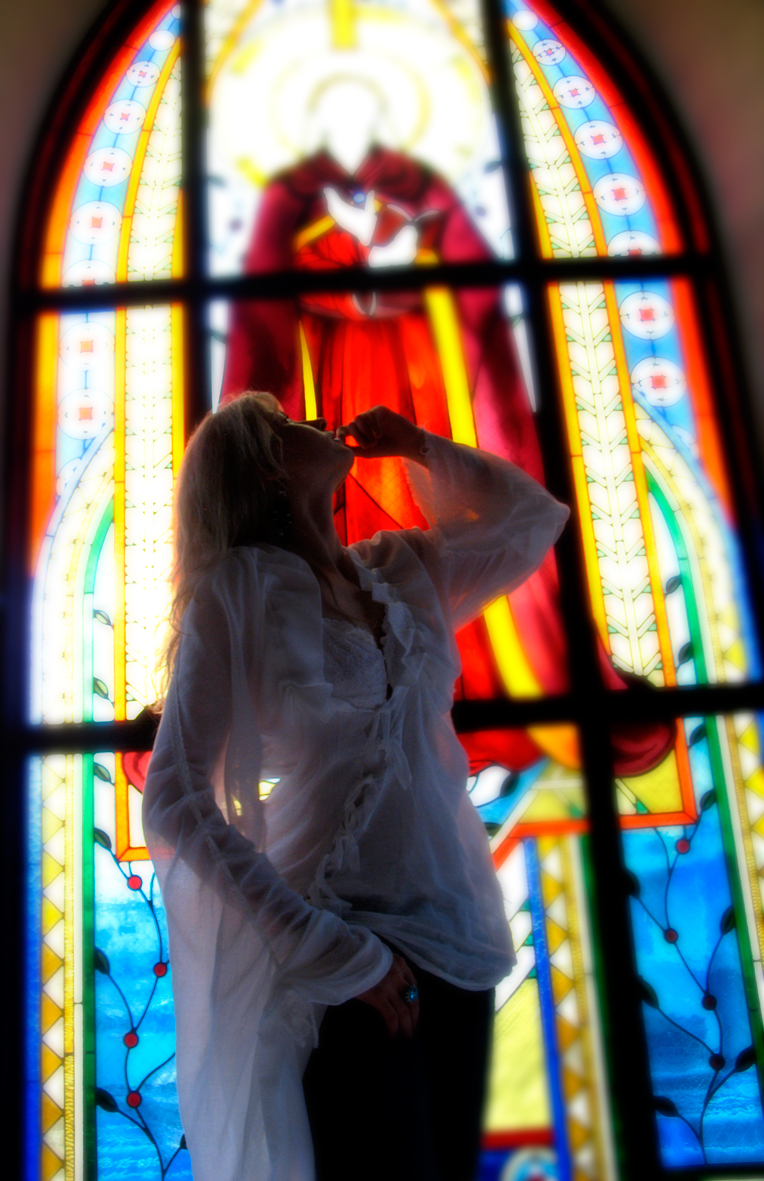
Adeyto-by-Adeyto, kalendář, červenec 2008
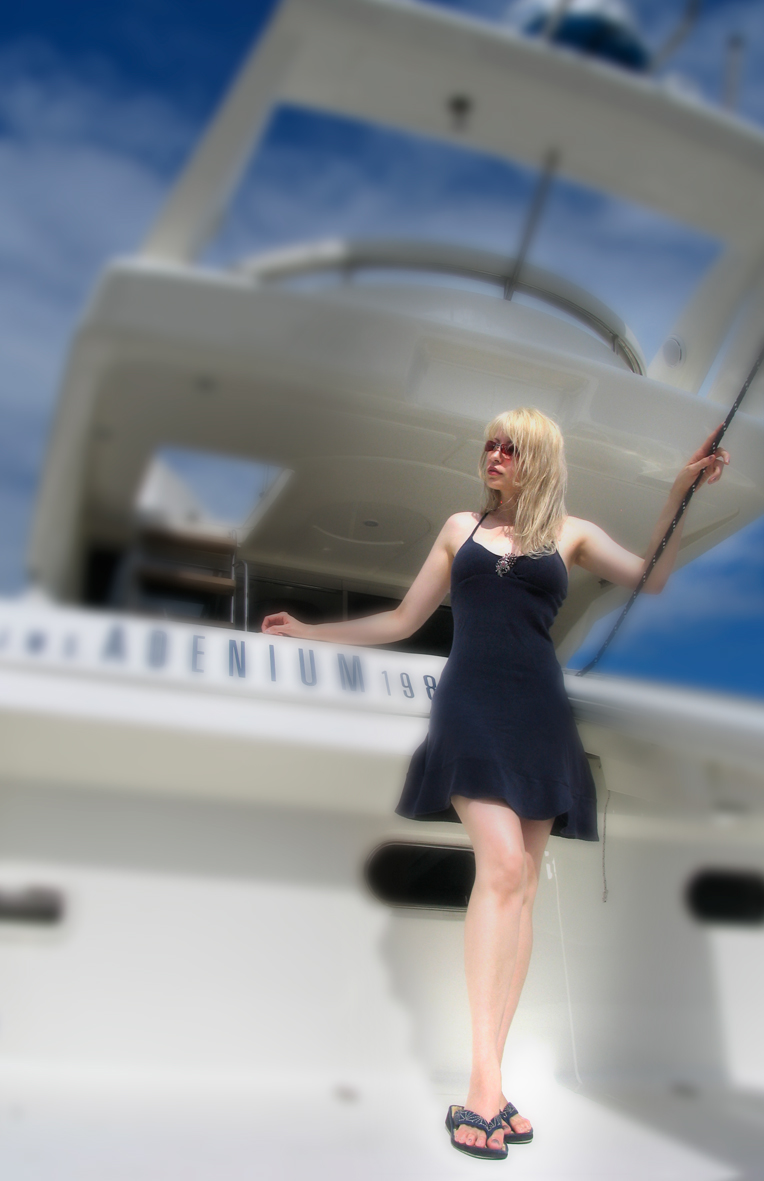
Adeyto-by-Adeyto, kalendář, červen 2008
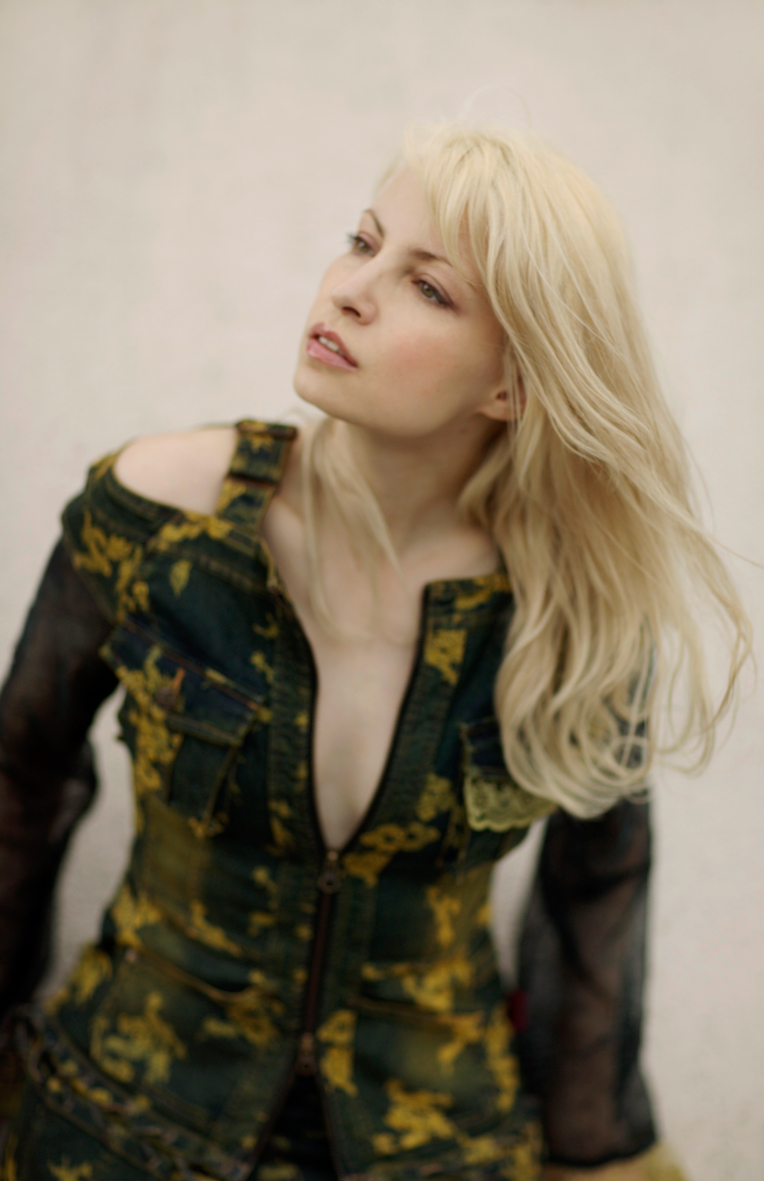
Adeyto-by-Adeyto, kalendář, únor 2008
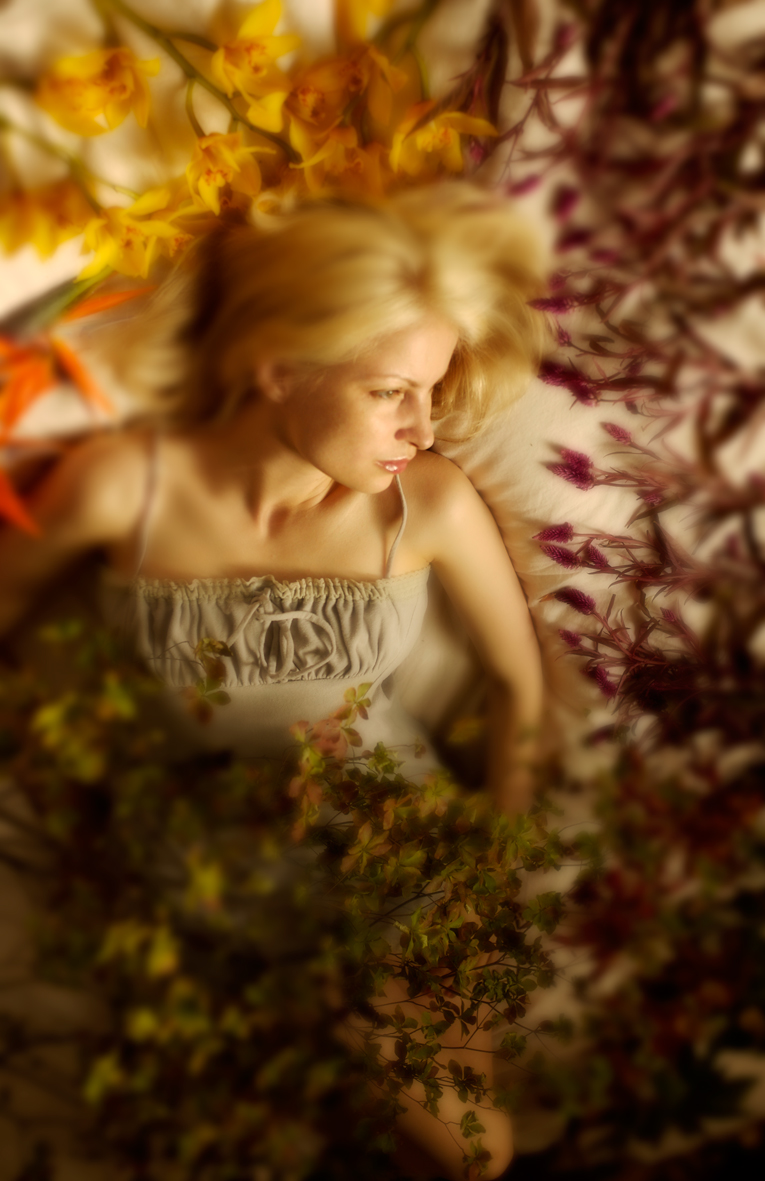
Adeyto-by-Adeyto, kalendář, říjen 2008